# Melanie Höppner
Melanie Höppner (* 26. April 1982 in Neuruppin) ist eine deutsche Volleyball- und Beachvolleyballspielerin.

## Karriere Halle
Höppner spielte in der 2. Bundesliga Nord für den SC Potsdam, für den TSV Rudow Berlin, für den Köpenicker SC II und für die SG Rotation Prenzlauer Berg. Seit 2018 spielte sie beim Regionalligisten Berliner VV, mit dem sie 2019 in die 3. Liga Nord aufstieg.

## Karriere Beach
Höppner spielte 2003 mit Juliane Albert beim Renault Beach Cup die Qualifikationen in Leipzig und Warnemünde. 2004 stand sie mit Regina Burchardt in Binz erstmals im Hauptfeld und erreichte den 13. Platz. 2005 kam sie mit Kathrin Krönig jeweils über die Qualifikation ins Hauptfeld und kam in Erfurt und Binz jeweils auf den 13. Rang, wurde in Leipzig Vierte und in Wyk auf Föhr Neunte. Denselben Platz erreichte sie mit Ramona Stucki in Wangerooge. Nach einem 13. Platz in Leipzig mit Maria Wendisch schafften Höppner/Stucki 2006 keine Hauptfeld-Teilnahme mehr. 2007 gab es zwei weitere 13. Plätze in Kühlungsborn und Norderney. 2008 bildete Höppner ein Duo mit Eve Schmidt-Ott. Sie wurden Siebte in Norderney und Fehmarn sowie 13. in Binz. Hinzu kam ein fünfter Rang in München mit Melanie Gernert. 2009 wurde Elena Kiesling Höppners neue Partnerin. Die Turniere in Essen und Sankt Peter-Ording beendeten sie ebenfalls auf dem 13. Platz, den Höppner zwischendurch auch mit Bianca Meinhardt in Usedom erreichte. Am Saisonende wurden Höppner/Kiesling noch Fünfte in Bonn. 2010 wurden sie nach einem 13. Rang in Norderney jeweils Neunte in Fehmarn, Bonn und Sankt Peter-Ording. 2011 erzielte sie mit Kathrin Rübensam und Meinhardt zwei 13. Plätze in Hamburg und Norderney sowie einen neunten Rang in Sankt Peter-Ording.
Nach einem Jahr Pause kehrte sie 2013 zurück und war zunächst mit Sarah Hoppe und anschließend mit Ines Wilkerling aktiv. Dabei erzielte sie weitere neunte und 13. Plätze. 2014 waren ein fünfter Rang in Hamburg und ein siebter Platz in Sankt Peter-Ording die besten Ergebnisse für Hoppe/Höppner. Nach einer weiteren Pause spielte Höppner 2016 mit Lisa-Sophie Kotzan, kam aber auf der deutschen Tour nicht über 13. Plätze in Jena und Kühlungsborn hinaus. 2017 hatte sie verschiedene Partnerinnen, war aber nicht auf der Tour aktiv. Mit Martina Stoof wurde sie ebenso wie im folgenden Jahr deutsche Vizemeisterin der Ü31-Seniorinnen. 2018 bildete Höppner ein neues Duo mit Julia Laggner. Auf der Techniker Beach Tour 2018 erzielten Höppner/Laggner bei verschiedenen Turnieren neunte und dreizehnte Plätze. Bei den vier Strandturnieren der Techniker Beach Tour 2019 kamen sie ebenfalls jeweils auf den 13. Platz. Mit Kathleen Weiß gewann sie ihren dritten Ü31-Titel in Folge.

## Funktionärin
Höppner ist Präsidentin des VC Olympia Berlin.